# Skupina Venediger
Skupina Venediger (nemško: Venedigergruppe) je gorska skupina osrednjih Vzhodnih Alp. Skupaj s skupino Granatspitze, skupino Glockner, skupino Goldberg in skupino Ankogel tvori glavni greben Visokih Tur. Najvišji vrh je Großvenediger s 3657 m, po katerem je skupina dobila ime. Številni deli skupine Venediger spadajo v osrednje območje narodnega parka Visoke Ture.

## Geografija
Skupina Venediger leži v Avstriji, v zveznih deželah Salzburg in Tirolska ter v Italiji v avtonomni pokrajini Južni Tirolski. Večji del območja je na vzhodnem Tirolskem.
Skupina Venediger vključuje zahodni del glavne gorske verige Visoke Ture. Cesta čez prelaz Felber Tauern (2465 m) prečka alpski greben med Salzburgom in vzhodno Tirolsko na vzhodni strani območja. Skupina Venediger je najbolj zaledenelo gorsko območje v Visokih Turah. Znamenitost glavnega vrha skupine Großvenediger precej zasenči druga območja in gore, čeprav ima skupina veliko vrhov, planinskih poti in alpskih koč.
Izvor imena ni jasen. Po legendi, ko so lokalni pastirji prvič videli velikansko maso ledenika Venediger, so mislili, da gledajo na bleščečo površino morja mesta (Benetk). Kljub temu se lahko ime najde pri srednjeveških romaniziranih Keltih (Welsche  - Veneti), iskalcih kobaltne in manganove rude na tem območju.

## Sosednja pogorja
Skupina Venediger meji na naslednja območja v Alpah:
- Kitzbühelske Alpe (proti severu)
- skupina Granatspitze (proti vzhodu)
- pogorje Villgraten (na jugu)
- skupina Rieserferner (proti jugozahodu)
- Zillertalske Alpe (proti zahodu)

## Meje
Na severu doline Oberpinzgau reka Salzach tvori mejo od Krimmla navzdol do mesta Mittersill. Na vzhodu meja poteka od Mittersilla proti jugu navzgor po toku reke Felberbach, čez prelaz Felber Tauern in nadaljuje navzdol po reki Tauernbach do kraja Matrei in Osttirol. Od tam se nadaljuje proti jugu ob reki Isel do vasi Huben (del občine Matrei). Na jugu dolina Defereggen razmejuje mejo od Huben vzdolž smeri Schwarzach navzgor po reki Jagdhaus in prelazu Klammljoch. Od Klammljocha poteka navzdol po reki Klammlbach in skozi južnotirolsko dolino Reine do kraja Sand in Taufersu. Na zahodu meja poteka po dolini Tauferer Ahrntal od kraja Sand in Taufers do prelaza Birnlücke in navzdol do Krimmler Ache do Krimmla v dolini reke Salzach.
Birnlücke povezuje skupino Venediger z Zillertalskimi Alpami. Klammljoch je stičišče s skupino Rieserferner. Felber Tauern se pridruži skupino Venediger skupini Granatspitze.
Medtem ko se jasno določeni stranski grebeni redno odcepijo proti severu od glavne verige skupine Venediger, proti jugu se pogorje po navadi razširi na večje območje, ki tvori lastne podskupine: Durreck Group, Panargenkamm in Lasörling Group. Dolina Virgen leži med močno zaledenelim glavnim grebenom in skupino Lasörling zahodno od Matreija, edino stalno naseljeno dolino znotraj skupine Venediger.

## Vrhovi
Nekaj najvišjih tritisočakov v skupini Venediger : 
| - Großvenediger, 3666 m - Rainerhorn, 3559 m - Hohes Aderl, 3506 m - Schwarze Wand, 3503 m - Dreiherrenspitze, 3499 m - Rötspitze, 3496 m - Western Simonyspitze, 3481 m - Kleinvenediger, 3471 m - Hoher Zaun, 3451 m - Eastern Simonyspitze, 3448 m - Umbalköpfl, 3426 m - Daberspitze, 3402 m - Hintere Gubachspitze, 3387 m - Hoher Eichham, 3371 m - Northern Malhamspitzen, 3368 m - Großer Geiger, 3360 m |

## Turizem
Skupina Venediger je dobro razvita za turizem. Poleg nešteto alpskih pašnikov in restavracij, ki jih upravlja Alpine Club, je tudi veliko koč Alpskega kluba:
| - Alte Prager Hut 2489 m - Badener Hut 2608 m - Bergeralm 1845 m - Berger-See Hut 2182 m - Berndlalm 1500 m - Bonn-Matreier Hut 2750 m - Clara Hut 2038 m - Defreggerhaus 2962 m - Eissee Hut 2521 m - Essener-Rostocker Hut 2208 m | - Innergschlöss Alm 1698 m - Johannis Hut 2121 m - Kleine-Philipp-Reuter Hut 2692 m - Kürsinger Hut 2558 m - Lenkjöchl Hut 2603 m - Matreier Tauernhaus 1512 m - Moa Alm 1410 m - New Fürther Hut 2201 m - New Prager Hut 2796 m | - New Thüringer Hut 2240 m - Nilljoch Hut 1990 m - Postalm 1700 m - Reichenberger Hut 2586 m - Sajat Hut 2600 m - Venedigerhaus 1700 m - Warnsdorfer Hut 2336 m - Wetterkreuz Hut 2106 m - Zupalsee Hut 2350 m |  |